# Echo oder Widerschall
Echo oder Widerschall (in der Originalschreibung Echo oder Wiederſchall) ist ein elegisches Echogedicht von Martin Opitz, erstmals erschienen 1624 in der Sammlung Teutsche Pöemata. Es ist eines der am häufigsten rezipierten Echogedichte des Barock und machte die Widerhall-Literatur im deutschen Sprachraum erst populär. In der von Clemens Brentano und Achim von Arnim herausgegebenen Liedersammlung Des Knaben Wunderhorn findet sich eine Parodie des Gedichtes.
Der lyrische Text ist dreigeteilt: Zu Beginn schildert der Klagende sein Leid, seinen Rückzug in die einsame Natur und seine Todessehnsucht. Der Mittelteil ist geprägt von dem Dialog des Klagenden mit dem Echo und weist den typischen Echoreim auf; trotz der Druckanordnung ist die Antwort der Nymphe jeweils als eigener Vers anzusehen, was durch eine dem Widerhall vorausgehende Sprechpause zu realisieren ist. Schließlich verlässt das sprechende Ich, getröstet durch die Antworten, die es erhalten hat, die Einöde wieder.

## Textauszug
DIß Ort mit Bäumen gantz vmbgeben /

Da nichts als Furcht vnd Schatten schweben /

    Da Trawrigkeit sich hin verfügt /

    Da alles wüst’ vnd öde liegt / […]

Da gar kein Liecht nicht wird erkennet /

Als daß auß meinem Hertzen brennet /

    Bedüncket mich bequeme seyn /

    Da ich mich klag’ ab meiner Pein /

Ab meiner Pein vnd tieffstem Leiden /

Daß mich jetzund wird von mir scheiden;

    Doch ehe der gewüntschte Tod

    Mit Frewden abhilfft meiner Noth /

Will ich von meiner Liebe klagen /

Vnd / ob schon gantz vergeblich / fragen /

    Ist dann niemand der tröste mich /

    Weil ich so trawer’ jnniglich? Ich.

O Echo / wirst nur du alleine

Hinfort mich trösten / vnd sonst keine? eine. […]

    Verleuret sich denn ja mein Leidt /

    Wem soll ichs dancken mit der Zeit? der Zeit.

So ist nun Noth daß ich verscharre

Das Fewer / vnd der Stund’ erharre? harre.

    Wenn ich zu lange harren solt'

    Hülff etwas meiner Vngedult? Gedult.

Nun bin ich vieler Noth entbunden /

Vnd habe guten Trost empfunden. […]

    Du ödes Ort / gehabt euch wol;

    Ich bin für Trawren Frewde voll /

Für Finsternüß such' ich die Sonnen /

Für Threnen einen kühlen Bronnen:

    Die so Vertröstung mir gethan /

    Ist so daß sie nicht lügen kan.